# إدواردو موريلو
إدواردو موريلو (بالإسبانية: Eduardo Morillo)‏ هو سباح مكسيكي، ولد في 10 يونيو 1962.

## روابط خارجية
- إدواردو موريلو على موقع الاتحاد الدولي للسباحة (الإنجليزية)
- إدواردو موريلو على موقع أوليمبيديا (الإنجليزية)